# O Fortuna
O Fortuna — средневековое, латинское, вагантское стихотворение, написанное в начале XIII века, часть коллекции, известной как «Carmina Burana». Это жалоба на судьбу и на Фортуну, олицетворение удачи в древнеримской мифологии.

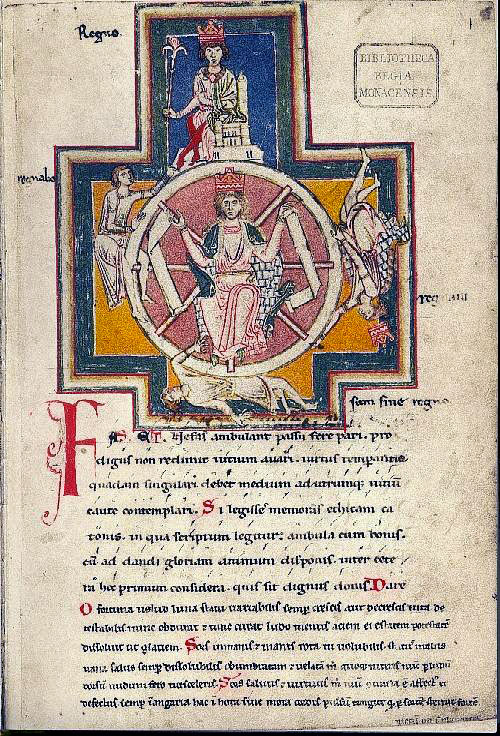
«Колесо фортуны» — одна из миниатюр рукописи Carmina Burana

В 1935—1936 годах стихотворение «O Fortuna» было положено на музыку немецким композитором Карлом Орфом. Оно открывает и закрывает его кантату «Carmina Burana» (в первом случае — как один из двух номеров, объединённых под общим названием «Fortuna Imperatrix Mundi»). Первое исполнение состоялось в Франкфурте-на-Майне 8 июня 1937 года.
Произведение Орфа приобрело огромную популярность и многократно исполнялось классическими музыкантами, ансамблями и популярными артистами. Его можно услышать во множестве кинофильмов и телевизионных рекламных роликов, оно стало неотъемлемой частью популярной культуры, задавая настроение драматических или катастрофических ситуаций. «O Fortuna» возглавила список самой популярной классической музыки последних 75 лет в Великобритании. Критики даже указывали, что излишняя популяризация идёт произведению во вред, а последнее время его использование носит чаще шутливый характер.

## Описание
Номер начинается с оркестрового и хорового «фортиссимо», заканчивающегося в конце третьей фразы задержкой на длинной ноте. Оставшаяся часть первого куплета и весь второй, наоборот, исполняются в самом тихом нюансе; в это время хор почти речитативом проговаривает слова. Третий куплет звучит в более быстром темпе на максимальной громкости.

## Текст
| Латинская версия | Перевод на русский |
| --- | --- |
| O Fortuna velut luna statu variabilis, semper crescis aut decrescis; vita detestabilis nunc obdurat et tunc curat ludo mentis aciem, egestatem, potestatem dissolvit ut glaciem. Sors immanis et inanis, rota tu volubilis, status malus, vana salus semper dissolubilis, obumbrata et velata michi quoque niteris; nunc per ludum dorsum nudum fero tui sceleris. Sors salutis et virtutis michi nunc contraria, est affectus et defectus semper in angaria. Hac in hora sine mora corde pulsum tangite; quod per sortem sternit fortem, mecum omnes plangite! | О Фортуна, Лик твой лунный Вечно изменяется: Прибывает, Убывает, Дня не сохраняется. То ты злая, То благая Прихотливой волею; И вельможных, И ничтожных Ты меняешь долею. Мощным лётом По высотам Колесо катящая, Неминучесть, Нашу участь Так и сяк вертящая, Жил я славно, Но злонравно Ты меня покинула: Скрылось благо, Тело наго, Вся отрада минула. Случай правит, Случай травит Нас с жестокой страстию: В твоей власти Наше счастье И в твоей — несчастие. Гряньте в струны Песнь Фортуны, В лад со мною сетуя — Все, что ложно, Ненадежно, Слейте с песней этою! |